# Prosoplus papuanus
Prosoplus papuanus là một loài bọ cánh cứng trong họ Cerambycidae.